# Murina harrisoni
Murina harrisoni és una espècie de ratpenat de la família dels vespertiliònids. Dins del gènere Murina, pertany al grup cyclotis.
Aquesta espècie fou descoberta i descrita a principis del segle xxi. Es caracteritza pel punt d'acoblament del plagiopatagi, la gran mida del crani, la forma distintiva del rostre i la mida relativa de les incisives superiors. Se l'ha observat al Parc Nacional de Kirirom (Cambodja), a boscos de galeria semiperennes pertorbats. També se l'ha vist a Tailàndia.